# Moinba
Moinba (Men-Pa, Monba, Menba, Memba), maleni tibeto-burmenski narod, uže himalajske skupine, naseljen na jugoistoku Tibeta u prefekturama Nyingchi, Medong i Cona i susjednim predjelima Indije i Butana. Svih skupa preko 70,000 ali se pod imenom Moinba (1994 IMA) izjasnilo tek 7,475. Moinbe žive okruženi Tibetancima i uobičajeno je među njima da se međusobno žene. Sami sebe nazivaju različitim nazivima (Monba, Menba i Memba) i govore nekoliko dijalekata od kojih su sjeverni i južni možda različiti jezici.
Moinbe žive od poljoprivrede i stočarstva. Uzgajaju rižu, proso, kukuruz, soju i drugo bilje. U prošlosti je bila raširena poliandrija i poliginija, dok je danas većina brakova monogamna. Kuće su im drvene, na dva ili tri kata, prekrivene bambusom ili slamom. Po vjeri su većinom lamaisti (tantrayana budisti) a ima i šamanizma. Mrtve sahranjuju na tri način 'vodeni' prilikom čega se izrezano tijelo pokojnika ostavlja u vodu da ga pojedu ribe (vidi film), 'nebesko' na drveću kod kojega se izrezano tijelo predaje pticama, i kremacijom. 

## Vanjske poveznice
- Monba, Cona of China
- Moinba